# Пшислуп (гмина Усьце-Горлицке)
Пши́слуп (пол. Przysłup, русин. Присліп) — село в Польше, находится на территории гмины Усце-Горлицке Горлицкого повята Малопольского воеводства.

## География
Село располагается возле польско-словацкой границы в 6 км до Усце-Горлицке, в 12 км до Горлице и в 107 км до Кракова.

## История
В 1915 году в районе горы Магура Маластувска и перевала Маластувский, возле которых находится село, происходили сражения между австрийской и российской армиями, о чём свидетельствуют три воинских захоронения.
В 1927 году во время Тылявского раскола жители села перешли в православие.
До конца Второй мировой войны в селе проживали лемки. После войны в окрестностях села действовал военный отряд УПА. В 1946—1947 годах большинство жителей села были переселены во время операции «Висла» на западные территории Польши.
Жители Пшислупа и соседнего села Новица занимаются кустарным производством деревянных сувенирных ложек.

## Достопримечательности
- Церковь святого Архангела Михаила — православная церковь, датируемая 1756 годом;
- В окрестностях села находятся три воинских захоронения времён Первой мировой войны:
  - Воинское кладбище № 58;
  - Воинское кладбище № 59 — находится на склоне Маластувской горы;
  - Воинское кладбище № 60 — находится на Маластувском перевале возле туристической базы;